# Eduardo López de Romaña
Eduardo López de la Romaña y Alvizuri (Arequipa, 19 de març de 1847 - Yura, 26 de maig de 1912) fou un polític peruà, que va ocupar la Presidència del Perú de 1899 fins a 1903.
Era fill de Juan Manuel López de Romaña i Fernandez Pasqua i de María Josefa Alvizuri i Bustamante, membres de l'aristocràcia de la ciutat d'Arequipa, va estar casat amb María Josefa Castresana García de la Arena i va tenir tres fills Eduardo, Carlos i Hortencia López de Romaña Castresana.
Va pertànyer al Partit Civil; no obstant això, va arribar al poder amb el suport de la Coalició Nacional una aliança entre el Partit Civilista i el Partit Demòcrata.
Carlos de Piérola, germà del cabdill demòcrata, va ser president de la Cambra de diputats, mentre que Manuel Candamo, un líder civilista, va presidir el Senat.
Aquesta divisió responia al predomini dels demòcrates en la cambra baixa, i dels en la de Senadors; no obstant això, les diferències es van traduir ràpidament en la passada dels demòcrates a l'oposició.
López de Romaña va constituir el seu gabinet gairebé exclusivament amb civilistes, al que la majoria demòcrata de la cambra de diputats va contestar censurant-los. Es van produir enceses polèmiques parlamentàries sobre l'obligació en què estaven a no dimitir els ministres censurats.
Durant el seu govern es va continuar el desenvolupament de l'agricultura, la mineria i la indústria;va promoure la colonització de les valls interandins, va promulgar el codi de mineria el 1901, el nou Codi de Comerç el 1902 i el Codi d'Aigües aquest mateix any.
Va crear la Nova Companyia per a la recaptació de les rendes de l'Estat. Va crear l'Escola Nacional d'Agricultura.
Durant el seu mandat va enfrontar diversos aixecaments de partidaris de l'ex president Andrés A. Cáceres. Va complir el seu període de govern el 1903.
Amb ell es va iniciar l'etapa anomenada la "República Aristocràtica" que duraria fins al segon govern de Leguía i l'hegemonia del Partit Civil al govern del país.